# Mnéster
Mnéster  (m. 48) fue un famoso histrión, presumiblemente de origen griego, que brilló durante los reinados de los emperadores romanos Calígula y Claudio, los cuales le situaron entre sus favoritos.

## Biografía
Cuenta Suetonio que Calígula lo tenía en alta estima, y que después de sus presentaciones teatrales solía besarlo delante del público. Irónicamente su benefactor sería asesinado durante una de estas actuaciones.
Tácito agrega que Mnéster fue amante de Popea Sabina la Mayor, madre de la emperatriz Popea, y que tras la caída de Calígula y el consiguiente ascenso de  Claudio, mantendría su estatus satisfaciendo a Mesalina, esposa de este último emperador.
Descubierta la traición, Mnéster sería ejecutado pese a jurar que Mesalina lo forzó al adulterio.

## En la ficción
En la miniserie Yo, Claudio de 1976 sería interpretado por Nicolas Amer  y en la película Calígula de 1979 por Rick Parets.
Al estar íntimamente relacionado con la vida de los citados césares,  este actor de pantomimas suele aparecer en novelas relacionados con estos, como en Mesalina: emperatriz y esclava del placer y Calígula. El Dios cruel.